# Stopnja polinoma
Stopnja polinoma je enaka najvišji potenci med vsemi členi z neničelnim koeficientom v polinomu, ki se ga izrazi v kanonski obliki (to pomeni kot vsoto oziroma razliko posameznih členov). Stopnja posameznih členov je enaka vsoti potenc posameznih spremenljivk v členu. Zgled: polinom {\displaystyle 7x^{2}y^{3}+4x+9\,} (polinom se lahko piše kot {\displaystyle 7x^{2}y^{3}+4x^{1}y^{0}-9x^{0}y^{0})\,}, ki ima tri člene. Prvi člen ima stopnjo 5 (2 + 3), drugi člen ima stopnjo 1, zadnji člen pa ima stopnjo 0. To pomeni, da ima polinom stopnjo 5.

## Imena polinomov po stopnji
Spodaj so navedena imena polinomov za posamezne stopnje :
- stopnja 0 – konstanta
- stopnja 1 – linearni polinom
- stopnja 2 – kvadratni polinom
- stopnja 3 – kubični polinom
- stopnja 4 – kvartični polinom (ali redkeje bikvadratni)
- stopnja 5 – kvintični polinom
- stopnja 6 – sekstični polinom (ali redkeje heksični)
- stopnja 7 – septični polinom (ali redkeje heptični)
- stopnja 8 – oktični polinom
- stopnja 9 – nonični polinom
- stopnja 10 – decični polinom
- stopnja 100 – hektični polinom

## Stopnja vsote, razlike, produkta in kompozituma polinomov
Stopnja vsote ali razlike dveh polinomov je enaka ali manjša njihovih stopenj:
{\displaystyle \deg(P+Q)\leq \max(\deg(P)\deg(Q))\!\,,}
{\displaystyle \deg(P-Q)\leq \max(\deg(P)\deg(Q))\!\,,}
kjer je:
- z {\displaystyle \deg()\,} označena stopnja (tudi v nadaljevanju).

Stopnja produkta dveh polinomov je enaka vsoti njunih stopenj:
{\displaystyle \deg(PQ)=\deg(P)+\deg(Q)\!\,.}
Stopnja kompozituma dveh polinomov je enaka produktu njunih stopenj:
{\displaystyle \deg(P\circ Q)=\deg(P)\deg(Q)\!\,.}

## Stopnja ničelnega polinoma
Funkcija {\displaystyle f(x)=0\,} je tudi polinom, ki se imenuje ničelni polinom.

## Stopnja nekaterih drugih funkcij
Stopnja polinoma {\displaystyle f\,} se lahko izračuna tudi s pomočjo obrazca:
{\displaystyle \deg f=\lim _{x\rightarrow \infty }{\frac {\log |f(x)|}{\log x}}\!\,.}
Ta obrazec posplošuje pojem stopnje tako, da se lahko določi stopnjo za funkcije, ki niso polinomi.
Primeri:
- recipročna vrednost ({\displaystyle 1/x\,}) ima stopnjo enako -1
- kvadratni koren ({\displaystyle {\sqrt {x}}\,}) ima stopnjo enako 1/2
- logaritem ({\displaystyle \log x\,}) ima stopnjo 0
- eksponentna funkcija ({\displaystyle e^{x}\,} ali {\displaystyle \exp x\,}) ima stopnjo {\displaystyle \infty \,}.

Drugi obrazec, ki omogoča izračunavanje stopnje pa je:
{\displaystyle \deg f=\lim _{x\to \infty }{\frac {xf'(x)}{f(x)}}\!\,.}